# Tabela prestacyjna
Tabela prestacyjna – spis zawierający wykaz mieszkańców wsi wraz z opisem gospodarstw chłopskich z 1846 r. 
Tabele prestacyjne stanowiły podstawę dla sporządzanych tabel nadawczych w związku z przeprowadzanym uwłaszczeniem chłopów w Królestwie Polskim z mocy dekretu cara Aleksandra II Romanowa O uwłaszczeniu włościan w Królestwie Polskim z dnia 2 marca 1864 r. Sporządzono je w celu zapobieżenia wzrostowi obciążeń feudalnych nakładanych na chłopów przez właścicieli ziemskich. Oprócz wspomnianego opisu tabela zawierała informację o zniesieniu wszelkiego najmu przymusowego. Zawierała również spis darmowych prac wykonywanych dotychczas przez chłopów a zniesionych w 1846 roku mocą dekretu cara Mikołaja I Romanowa. Tabele prestacyjne w przeciwieństwie do tabel nadawczych sporządzane były w języku polskim. Pierwsza strona zawierała nazwę wsi oraz jej adres. 